# 京城高等演藝館
京城高等演藝館（けいじょうこうとうえんげいかん、朝鮮語: 경성고등연예관）は、かつて存在した日本統治時代の朝鮮の映画館・劇場である。1910年（明治43年）2月18日、大韓帝国が日本の保護国となり併合（韓国併合）される直前の時期、漢城府黄金町2丁目（のちの京城府、現在の大韓民国ソウル特別市中区乙支路2街）に開館する。その後、世界館（せかいかん）と改称され、1914年（大正3年）に第二大正館と改称されたが、翌1915年（大正4年）には閉館した。存続期間は短いが、朝鮮における最初の本格的な常設映画館として映画史に名を残し、韓国映画界に残した影響も大きいとされる。

## 沿革
- 1910年2月18日 - 開館[1][2][3]
- 1914年 - 第二大正館と改称[1]
- 1915年 - 閉館[1]

## データ
- 所在地 : 朝鮮京城府黄金町第63番地7号[4]（黄金町2丁目163番地[1][5]）
  - 現在の大韓民国ソウル特別市中区乙支路63-7（乙支路2街163番地）

北緯37度33分57秒 東経126度59分12秒 / 北緯37.56583度 東経126.98667度
- 経営 : 
  1. 金原商店
  2. 新田商会 （代表・新田耕市、1914年 - 1915年[1]）
- 構造 : 木造二階建・和式
- 観客定員数 : 約500名

## 概要

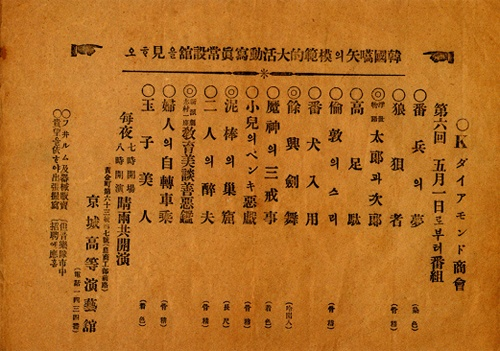
1910年（明治43年）5月1日の第6回番組のための同館のチラシ。

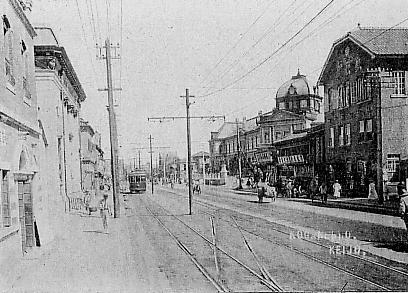
戦前の黄金町（中区乙支路）。

1910年（明治43年）2月18日、当時の大韓帝国の首府・漢城府の黄金町第63番地7号（のちの朝鮮京城府黄金町2丁目、現在の大韓民国ソウル特別市中区乙支路63-7、いわゆる乙支路2街）に京城高等演藝館として開館した。開館当時の番組は、マライ（現在のマレーシア）のちにタイで映画の巡回上映を行っていた渡辺知頼（渡辺治水）が配給する作品を上映した。同館の開館を報じた同年同月25日付の『京城新報』には「毎夜九百以上の観客ありて韓人六分日本人四分の割合なり」との記事が掲載され、興行的に成功し、日本人向けの映画館であったが、観客の60％を現地の朝鮮人が占めたという。朴晃の指摘によれば、従来の朝鮮には室内劇場がなく、室内での演劇や、活動写真が珍しかったのだという。また、Kダイヤモンド商会が配給したサイレント映画を同館で上映する番組表が残っており、同資料によれば、第6回の番組として長尺の『泥棒の巣窟』を含めた14本の短篇を上映している。当時の同国は、すでに日本の保護国であり、同年8月29日には韓国併合によって日本の統治下に入った。
同館の開館当時、同府内にはすでに朝鮮人向けの映画館として團成社（1907年開館、授恩町56番地、現在の鍾路区廟洞56番地）が存在していた。韓国映像資料院理事長扈賢賛（ホ・ヒョンチャン）によれば、同館は團成社に比較して「本格的な映画専門劇場だった。日本人が建てた劇場で、大衆に映画を普及するにさいして相当な影響を及ぼした。施設もしっかり整えてあり、新聞記者や有力人士を試写会に招待するなど、映画興行の専門化・近代化を試みた」（訳・長沢雅春）と指摘している。扈によれば「吉沢商店で映写技師として活動した中村」という人物が、同館の映写技師を務めていたという。吉沢商店は、のちに1912年（大正元年）9月10日に合併して日活を形成する一社であり、当時は、東京で映画の製作・配給・興行を行うと並行し、マライの渡辺治水、シンガポールの播磨勝太郎とともに海外での巡回営業を行っていた。
櫻井町1丁目（現在の中区仁峴洞1街）に大正館を経営する新田商会（代表・新田耕市）は、1914年（大正3年）、同館を買収して改装、第二大正館と改称して新開館した。それとともに大正館を第一大正館と改称している。新田商会は、設立3年目の新会社である日活と契約を結んで朝鮮における代理店となり、日活の配給作品を同館で公開したり、朝鮮の他の映画館に配給する業務を行った。しかしながら、翌1915年（大正4年）早々には同館は閉館された。新田商会は、同年3月には有樂館（のちの喜樂館）を本町1丁目（忠武路1街）に新築・開館、第一大正館を大正館に戻して、ふたたびこの2館の日本人向け映画館を経営した。『日本映画年鑑 大正十三・四年』およびそれ以降の映画年鑑の類には、同館ならびに後継館についての記述はない。一部資料に優美館が後継館である旨の記述がみられるが、誤りである。
同館閉館後の同敷地には、明治生命（現在の明治安田生命保険）京城出張所が建った。同出張所は、1928年（昭和3年）以降に京城府庁（現在のソウル図書館、太平路1街31番地）前の角地665坪（約2,198.3平方メートル）の土地に転出した。
現在跡地には商店が建っている。